# Hyalurga urioides
Hyalurga urioides là một loài bướm đêm thuộc phân họ Arctiinae, họ Erebidae.